# Copris puncticollis
Copris puncticollis là một loài bọ cánh cứng trong họ Bọ hung (Scarabaeidae).